# Rabensteinpforte

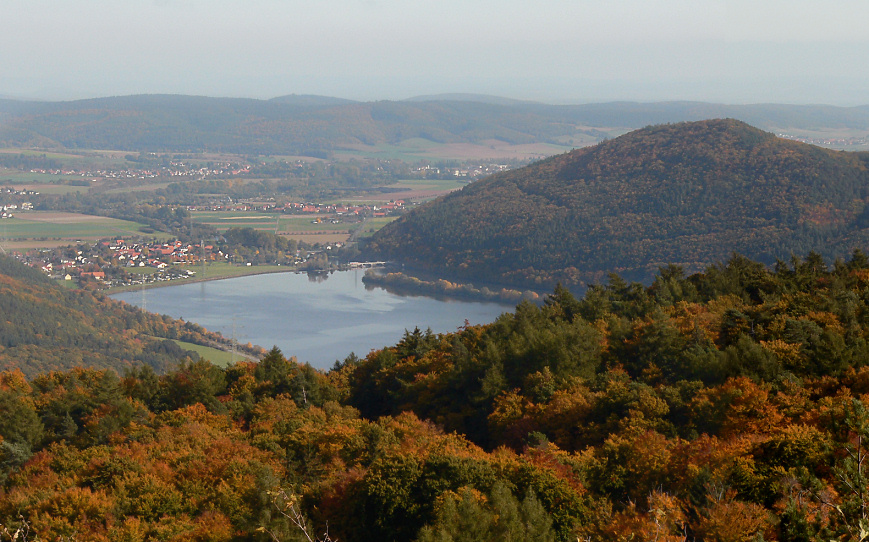
Die Rabensteinpforte mit dem Affolderner See und dem Rabenstein, vom Peterskopf aus gesehen; im Hintergrund die Wegaer Ederaue

Die Rabensteinpforte ist der Durchbruch der Eder, westlich des Dorfs Affoldern im nordhessischen Landkreis Waldeck-Frankenberg, aus dem Edersee-Trog nach Osten in das breite Sohlental der Wegaer Ederaue. 
Nach ihrem Auslass aus der 1914 gefluteten Edertalsperre windet sich die Eder noch etwa drei Kilometer zunächst nach Süden und Südwesten und dann in scharfem Bogen um den etwa 338 m ü. NN hohen Blauen Kopf nach Osten und bricht dann unmittelbar westlich von Affoldern, einem Ortsteil der Gemeinde Edertal, südlich des Blauen Kopfs und am Nordhang des 439,3 m ü. NN hohen Rabensteins in die weite Ebene der Wegaer Ederaue und damit in die Wildunger Senke (Naturraum 341.5) durch.
In der Rabensteinpforte wurde 1929 durch Aufstauen der Eder der Affolderner See angelegt, der 1972 und 1998 zweimal erheblich vergrößert wurde.
Koordinaten: 51° 9′ 46,8″ N, 9° 4′ 40,8″ O